# やさしいカウンセリング講座
やさしいカウンセリング講座（やさしいカウンセリングこうざ）は、IBC岩手放送（IBCラジオ）で放送されているラジオ番組。

## 放送日時
- 毎週日曜午後「のりこの週刊おばさん白書」に内含（岩手競馬の中継スケジュールにより放送時間は異なる）。
- 再放送:毎週土曜6:00 - 6:15（2010年12月4日より再放送枠新設）。

## パーソナリティー
- 金藤晃一（きんとう こういち・トータルカウンセリングスクール心理カウンセラー）
- 聞き手：後藤貴子（ごとう のりこ・元IBCアナウンサー、「おばさん白書」メインパーソナリティー）

## 概要
2001年に「おばさん白書」開始と同時にコーナー開始。うつ病・登校拒否・挫折などで社会と関わりを持てずに苦しんでいる人たちが上手く立ち直れるようにするにはどうすればよいかを金藤自身が自らの体験を交えて紹介し、それぞれの人にあったカウンセリング方法を提案する。「おば白」開始以来大好評を博している名物コーナーで、これまでに放送された場面を厳選してCD化もされている他、2010年12月4日からは、これまで放送されてきた場面の中から特に好評だったテーマが独立番組として再放送される事も決定した（但し「おば白」内で放送された場面が必ずしも翌週土曜に再放送されるとは限らない）。